# 二階堂トクヨ
二階堂 トクヨ（にかいどう トクヨ、1880年12月5日 - 1941年7月17日）は、宮城県大崎市（旧・三本木町）出身の体育指導者・教育者。日本女子体育大学の創設者にあたり、「女子体育の母」と称される。日本初の女子オリンピック選手である人見絹枝のほか、8名のオリンピック選手を育てた。
イギリス留学で学んだスポーツの普及に努め、女子のスポーツとしてクリケットとホッケーを日本に初めて紹介した。

## 経歴

### 体操嫌いの文学少女（1880-1904）
1880年（明治13年）12月5日に宮城県志田郡桑折村（現・大崎市三本木桑折）にて父・保治、母・キンの長女として生まれる。父方・母方ともに会津藩士の家系であった。三本木は豊かな自然に囲まれた山あいの里であり、トクヨはどんな花の名所よりも美しいと讃える歌を残している。1887年（明治20年）、父の赴任地・松山の松山尋常高等小学校（現・大崎市立松山小学校）に入学するが、間もなく父の転勤により三本木尋常高等小学校（現・大崎市立三本木小学校）に転校する。三本木小では尋常科4年・高等科4年の計8年間学び、成績は普通であったが、「女子には高度な学問は不要」と考える当時の風潮からすると、高等科をきっちりと卒業させた二階堂家は教育熱心であったことが窺える。高等科4年生（1894年=明治27年）の夏休みに叔父の佐藤文之進（仙台市立立町小学校教師）から『日本外史』を習ったことで学問に目覚め、文学少女に成長した。なお、小学校時代の8年間、トクヨは体操（体育）の授業を受けたことがなかった。
1895年（明治28年）に三本木小高等科を卒業し、予備講習会を経て、同年11月10日に尋常小学校本科准教員の免許を取得する。地元の三本木小学校に就職し、坂本分教場で准教員となった。坂本分教場では老教師が教えていたため、「鬼ごっこをしましょう」と誘う15歳の「二階堂先生」の出現に児童は驚いた。月給は1円50銭と新米教師の相場と同等で、初任給を神棚に祀った。
分教場での教師生活を続けるうちに更に上級学校へ行って学問を身に付けたいという思いが募ったが、宮城県尋常師範学校（宮城師範、現・宮城教育大学）は女子部を廃止しており、トクヨは進学ができなかった。しかしトクヨは諦めず、全く縁のない福島民報に手紙を送って福島県尋常師範学校（福島師範、現・福島大学人文社会学群）への入学の斡旋を依頼した。福島師範には福島県民でないと入学できなかったことから、戸籍上養子縁組すれば面倒を見るという返事を受け取ったトクヨは、これを受諾して1896年（明治29年）3月に福島民報の社長・小笠原貞信の養女となり、小笠原トクヨを名乗った。こうして同年4月に福島師範へ入学、1899年（明治32年）3月に高等小学校本科正教員の資格を得て卒業した。福島師範では体操の授業があり、トクヨはほぼ休まず出席していたが、面白みに欠けたため、心ここにあらずという状態で臨み、「時間の無駄だ」と不満を漏らしていた。この時トクヨが学んだのは、すでに魅力を失っていた普通体操であり、体操が他の教科よりも1段低く見られていたことも手伝って、トクヨはより一層つまらなく感じたのであった。ただし、実地授業でトクヨが体操を教えると高く評価され、卒業まで校内では筒袖・袴姿で過ごすことを許された。
成績優秀で附属小学校の訓導に就くことを求められるも固辞し、安達郡油井村の油井尋常高等小学校（現・二本松市立油井小学校）に赴任し、訓導として尋常科2年生の担任になった。担任クラスには長沼ミツという児童がおり、その姉で高等科3年生の智恵子とも親しくなった。智恵子とは、後に高村光太郎の妻になる高村智恵子のことであり、智恵子はトクヨに懐いた。
1900年（明治33年）4月、油井小を休職し、女子高等師範学校（女高師、現・お茶の水女子大学）文科に入学する。当時の女高師は高嶺秀夫が校長を務め、和歌の尾上柴舟、体操の坪井玄道をはじめ、安井てつ・後閑菊野らの授業を受けた。トクヨは特に尾上柴舟の授業に魅了され、自作の歌を褒められて「小柴舟」の名をもらうほどであった。一方で体操の授業には全く関心がなく、欠課や見学など何とか授業に出ないようにしていた。なおトクヨ在学中の体操の授業では、矯正術や舞踊が教えられていた。
女高師の学生時代のトクヨは、毎年学年末に不運に見舞われるというジンクスがあった。1年生の時はチフスに感染して4か月間茅ヶ崎の病院に入院、2年生は足裏の怪我が原因で骨が腐って40日の闘病生活を送り、3年生は養父・小笠原貞信が死去、4年生は実父・保治が死去した。このうち1・2・4年生の時には学年末試験を受けることができなかった。本来、試験を受けなければ進級できないが、トクヨは成績が良かったからか、試験免除で進級した。特に4年生の試験は卒業をかけたものであり、トクヨは留年覚悟であったが、学校は試験を免除し卒業を認めた。こうして1904年（明治37年）3月、教育・倫理・体操・国語・地理・歴史・漢文の7科目の師範学校女子部・高等女学校の教員免許を取得して女高師をストレートで卒業した。

### 体操教師への覚醒（1904-1912）
女高師の卒業後は教師となり、最初の赴任先は石川県立高等女学校（石川高女、現・石川県立金沢二水高等学校）であった。赴任前に「主として体操科を受け持ってほしい」という私信を受け取っていたが、トクヨは何かの間違いだろうと思い、最初の校長からの言葉でそれが事実だと知ると絶句した。本業の国語の教師は十分いる一方、体操の免許を持った教師は不足していたからであった。体操のことを「義理にもおもしろいとは云えぬ代物」、「怒鳴られて馬鹿馬鹿しい」、「およそ之れ程下らないものは天下にあるまい」と酷評していたトクヨにとって体操教師を命じられたことは不本意であるばかりでなく、大恥辱である、世間に対して面目を失う、とまで思っていた。しかし、女高師の卒業生は5年間任地で教職を全うする義務を負っていたこと、女高師時代のジンクスから翌1905年（明治38年）の春に自分は死ぬのだろうと思い込んでいたことで、決死の覚悟で体操を教えることにした。最初は週13時間の授業に身も心も疲弊したが、数か月すると自身の体調が良くなっていることを発見し、夏には井口阿くりが講師を務める3週間の体操講習会を受講し、スウェーデン体操を学んだ。
井口の講習を受けたトクヨは素人では到底教えられないと痛感し、体操を学びたいと思うようになった。幸運にも、体操専門学校を卒業したカナダ人宣教師のフランシス・ケイト・モルガン（ミス・モルガン）が金沢市にキリスト教を布教しに来ていたため、トクヨは1日おきに30分の個人レッスンをモルガンの家の庭で受け始めた。モルガンの教える体操は、スウェーデン体操にドイツ体操を混合した独自のもので、指導のうまさと相まって、トクヨはどんどん体操にのめり込んでいった。トクヨが習った体操はさまざまな体操器具を使うものであったが、器具が整わなくてもできるよう、跳び箱の代わりにトランクを、平均台の代わりにベッド2台の間に渡した板を、水平棒の代わりに柱と柱の間に張った縄を、肋木の代わりに本棚を活用する方法をモルガンは伝授した。ついには石川高女の全生徒を対象に週28時間もの体操の授業を受け持つに至り、石川県の郡部を回って小学校教師向けに体操の実地指導を行うようになった。この頃の教え子に時の石川県知事・村上義雄の娘がおり、父娘ともどもトクヨの体操に魅了され、知事の後ろ盾を得て運動会ではプロの楽隊を入れて体操を行うという企画を行ったり、生徒を男役と女役に分けてカドリーユを踊らせたりした。この運動会では、入場券を得られなかった第四高等学校（現・金沢大学）の学生が塀を乗り越えて乱入し、警察官が監視に当たるほどの大変な評判を呼んだ。
1907年（明治40年）7月、トクヨは高知県師範学校（高知師範、現・高知大学教育学部）への出向を命じられた。しかし高知市に来てすぐにマラリアに感染し、入院を余儀なくされた。回復後、教諭兼舎監に着任し、歴史1時間、体操18時間を受け持った。体操の授業中、生徒を木陰で休ませている時に、ウィリアム・シェイクスピアの戯曲を語り生徒を喜ばせた、という逸話が残っている。また校長が大切にしている芝生の上で自転車を乗り回し、校長に不満を持つ人たちを痛快がらせたという話もある。高知県でもトクヨは体操講習会を開き、その模様は土陽新聞（現・高知新聞）に取り上げられた。この頃トクヨは、自身がスウェーデン体操を教えているつもりであったが、実際には金沢では第9師団、高知では歩兵第44連隊で行われていた軍隊式訓練を見よう見まねで教えていたのであった。軍人からは「女軍の一隊だ」などと言われたことに当時のトクヨは得意げだったが、後に振り返って「之れ等を思へば総べて漸死の種なり」と綴っている。1909年（明治42年）7月31日、トクヨは二階堂姓に戻った。1910年（明治43年）末、トクヨは母校の東京女子高等師範学校（東京女高師）の体操科研究生になることを願い出た。この願い出は後に取り下げるが、次には宮城師範への転任の話が舞い込み、更に母校・東京女高師からは助手就任の勧めが来て、また別の学校からも就任依頼が届いた。トクヨはこの中から東京女高師の職を選び、高知師範を辞して1911年（明治44年）春に東京女高師助教授に着任した。トクヨはこの時30歳で、異例の抜擢となった。
東京女高師での仕事は、6時間の授業と井口阿くり・永井道明両教授の補佐であった。ところが井口は同年7月に藤田積造と結婚して退職したため、トクヨは井口の後任として女子体育の指導者の重責を負うことになった。体操を専攻した者ではないのに、体操界の権威になろうとしていたトクヨは同僚4人から妬まれ、家族宛ての手紙で「たかがウジ虫メラ!」とののしっている。

### 足掛四年の英国留学（1912-1915）
1912年（大正元年）10月1日、トクヨは体操研究のため文部省から2年間のイギリス留学を命じられた。留学を推薦したのは上司の永井道明であり、永井は女子体育の担い手としてトクヨに期待していた。11月20日、曇り空の下で永井道明、安井てつ、長沼智恵子（後に高村姓となる）、高村光太郎ら10人が見送りに駆けつけ、横浜港から旅立った。日本人女性の体育留学生は、井口阿くり以来2人目であった。
1913年（大正13年）1月15日、ロイヤルアルバートドックに入港しイギリスに到着するも、予定より1日早く着いたため迎えの人が来ておらず、船中でもう一夜を明かした。翌1月16日、迎えは来たものの、その人は留学先のキングスフィールド体操専門学校（Kingsfield Physical Training College、KPTC、現・グリニッジ大学）の場所を知らず、雨の降る中ようやく夕方に学校に到着し、入学手続きを行った。学校側は「アシスタント・プロフェッサーが留学してくる」と聞いて身構えたが、いざトクヨに試験を課すと何も知らないことが判明し、トクヨは「一体まあ、何をあなたは教えていました?」と教師一同から問われてしまった。これに対して「スウェーデン体操を教えていた」とトクヨはすまして答えたが、その内容を話すと「スウェーデン式教育体操の一部をやっているんですね」と教師から言われ、自分が教えていたものはスウェーデン体操の一部にすぎないことを知った。そんな中で唯一、「家庭競技」だけは「興味ある室内ゲームだ」と高評価を得た。トクヨが披露したのは羅漢遊び（各人が違った身振りをする）、篠田の森の狐つり（わらべ歌）、鼻々遊び（手遊び歌）、はげ頭（言葉遊び）などであった。
KPTCの授業は理論と実科に分かれ、理論では生理学・解剖学・衛生学など、実科では教育体操・医療体操・舞踊・競技などを学び、理論と実科にまたがる「教授法」の科目もあった。最初は何も知らないと驚いていた教師陣も、日々急速に成長していくトクヨに「天才だ」と賛辞を贈るようになった。トクヨが最も影響を受けたのは、校長のマルチナ・バーグマン＝オスターバーグであった。学校の長期休暇中は、ロンドン市内の女子体操学校を参観し、チェシャー州オルトリンガムの夏季学校での水泳練習、ロンドンの舞踊塾でのダンス練習に励んだ。特に水泳は苦手で最も苦しんだが、1か月後には一通りの型を習得し学年1位の成績を得た。
KPTCで1年3か月学んだ後、トクヨはイギリス国内の体操専門学校を渡り歩いた。当初の留学予定では、イギリス巡歴の後、ヨーロッパ各国を巡ってスウェーデンで半年学び、帰路アメリカに立ち寄ることになっていた。しかしこの頃、第一次世界大戦が勃発し、イギリスでもドイツ軍による空爆が行われるような緊張状態であったため、トクヨは各国巡回を諦めイギリスにとどまることにした。ところが日本から急きょ帰国せよとの電報が届いたため、やむなく1915年（大正4年）3月14日にイギリスを発ち、ドイツ軍の潜水艦攻撃に怯えながら行きと同じ航路を取って、4月4日に日本へ戻った。
留学前は、イギリスに行ってもそう変わることはなかろうと踏んでいたが、実際には体操教師の博識多芸さに驚かされ、女性が体操教師として活躍していることに感銘を受け、愛国心を喚起させる結果となった。この経験を胸に、自らの体を女子体育と国に捧げるという覚悟を決め、その意志は終生揺らぐことはなかった。トクヨは留学生活について『足掛四年』（1917年）に書き残し、2人の弟・清寿と真寿はトクヨ13回忌記念に、留学中に送られてきた手紙をまとめた『ロンドン通信』（1953年）を発行した。

### 女子体育は女子の手で（1915-1922）

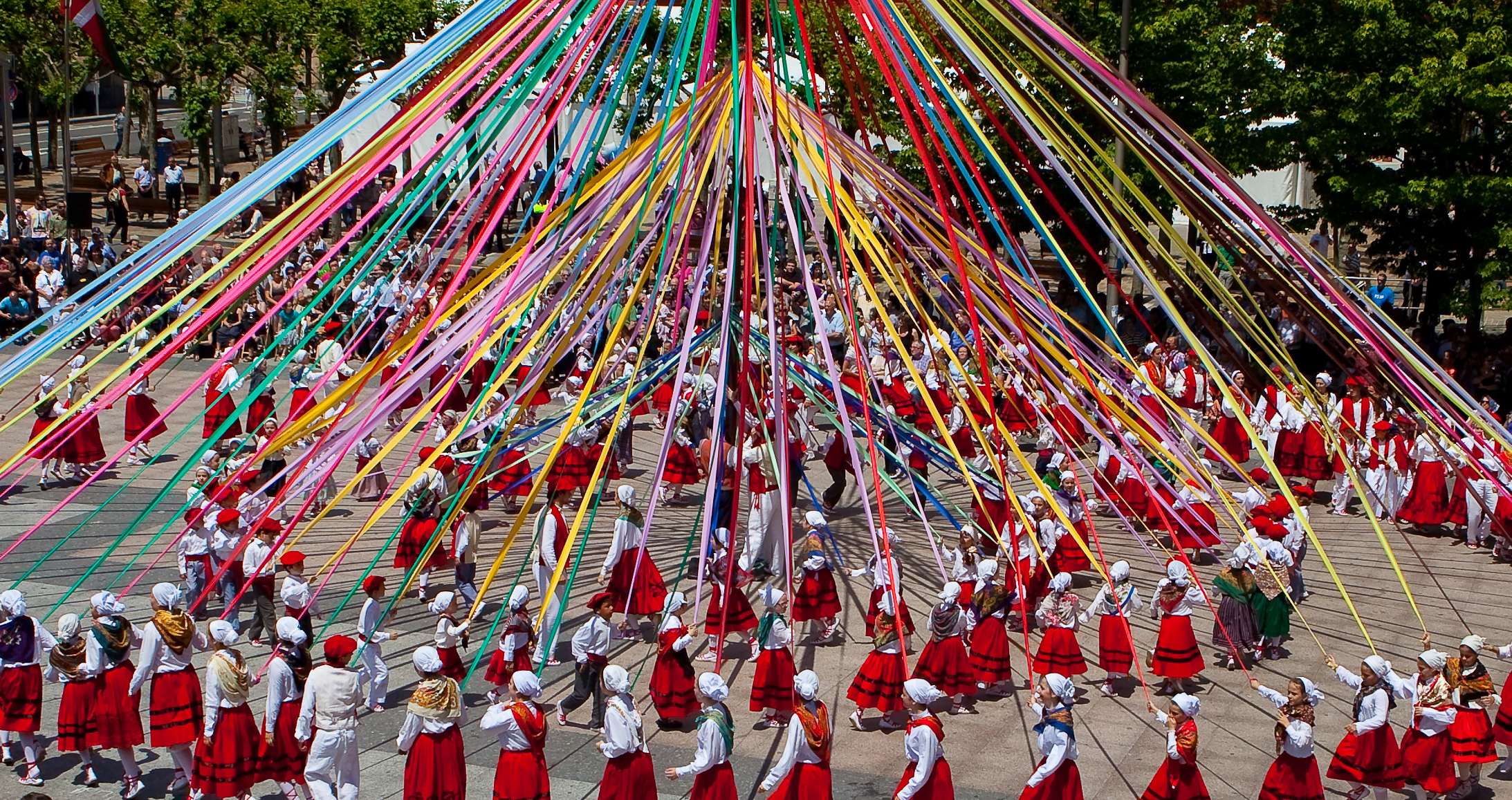
メイポールダンス（スペイン・エイバル）

1915年（大正4年）5月、東京女高師教授となり、第六臨時教員養成所教授を兼任する。同年6月には文部省講習会講師と教員検定臨時委員に就任、1916年（大正5年）7月には文部省視学委員になり、夏休みには自ら体操講習会を開催して日本各地を飛び回った。また著書『体操通俗講話』、『足掛四年』、『模擬体操の実態』を1917年（大正6年）・1918年（大正7年）に立て続けに出版、東京女子大学の学長となっていた安井てつに請われて、1918年（大正7年）5月から1922年（大正11年）3月まで同学で授業を行った。女高師と臨時教員養成所では共に家事科の生徒に体育を教え、ダンス・体操・遊戯・スポーツの指導を行った。この時の教え子に、女子体育の指導者となる戸倉ハル、加藤トハ（旧姓：内田）がいる。戸倉はこの頃のトクヨが「女子体育は女子の手で」と口癖のように言っていたことを証言している。
授業では、イギリスから持ち帰ったメイポールダンス、クリケット、ホッケーを取り入れ、生徒を肋木にぶら下げておいてゆっくりと説明するのが常であった。この頃の体操指導は、上司の永井道明が苦労してまとめ上げた『学校体操教授要目』に従うことが求められていたが、その体操はドリルを中心とした味気ないものであり、トクヨは要目よりもオスターバーグから習ったイギリス式の生き生きとした体操を強引に実施していた。また、永井はダンスの価値をほとんど認めておらず、女高師の体操服も永井受け持ちのクラスがブルマーだったのに対し、トクヨのクラスはKPTCと同じチュニックを採用するなど、永井とトクヨの間に対立が生じていった。永井は自身の後継者としてトクヨに期待していただけに、裏切られた格好となり、トクヨは体操の資格がないクラスに配置転換されてしまった。さらに永井との対立は、東京女高師でのトクヨの孤立に至り、ノイローゼとなって鎌倉に引きこもってしまったこともある。この時は安井てつの助力により、無事に東京女高師に復帰した。一方で、オスターバーグからかけられた「ここ（KPTC）にちなみを持ったクイーンスフィールド体操専門学校を建てるように祈ります」の言葉を胸に抱き、学校を建てる構想を温め続けていた。
まず、トクヨは1919年（大正8年）の体操女教員協議会（東京女高師で開催）の場で女子の体操教師120人に呼び掛けて「全国体操女教員会」（後に体育婦人同志会に改称）を立ち上げ、自ら会長に就任した。全国体操女教員会を率いたトクヨは、スウェーデンの国立中央体操学校やイギリスのKPTCのような体操研究と指導者育成を担う「体育研究所」を設立すべく10万円を目標に寄付を募り始めた。しかし1921年（大正10年）に文部大臣官房が「体育研究所」の設立議案を策定し、その経費が150万円と発表されると、トクヨは10万円では到底研究所を作れないことを悟り、また「国がいつか建ててくれるなら」と人々に思われたことで3,300円しか募金は集まらなかった。そこでトクヨは、構想を温めてきた自身の体操塾を設立する資金に募金を振り向けることに決め、寄付者に理解を求めた。次に、1921年（大正10年）5月に雑誌『わがちから』を創刊し、女子体育の重要性を社会に訴えた。『わがちから』は毎号1,000冊印刷し、平均500冊ほど販売していた。関東大震災による中断をはさんで1925年（大正14年）1月に『ちから』に改題、1927年（昭和2年）4月の『ちから第51号』を最後に発行を停止した。当初は女子体育の専門誌であったものの、次第に二階堂体操塾の宣伝に移行していき、末期の12冊は「体育写真画報」と銘打って完全に塾の紹介だけになっている。雑誌発行業務に追われて、トクヨは講習会や講演会を開く余裕がなくなり、視学委員の仕事も返上した。
『わがちから』を創刊した1921年（大正10年）には正六位に叙せられた。

### 二階堂体操塾の創立（1922-1926）

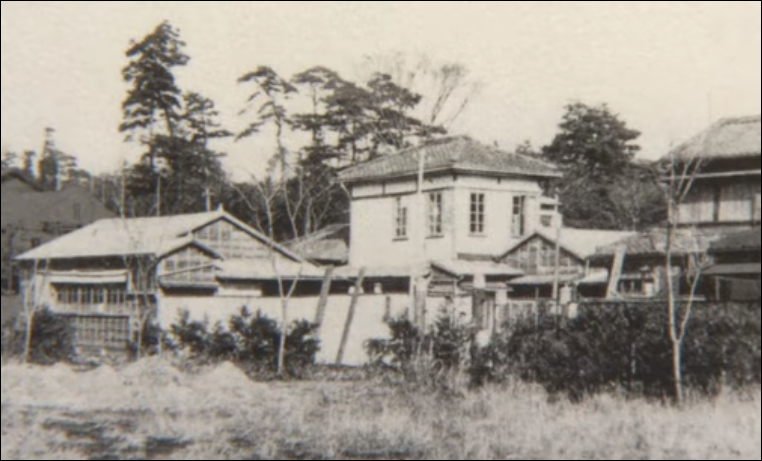
二階堂体操塾

1922年（大正11年）4月15日、私財を投げ打ち、日本女子体育大学の前身となる「二階堂体操塾」を開いた。女子体育の研究機関と女子体育家（≒女性体操教師）の養成機関を兼ねた塾で、トクヨを中心として入塾生とともに創り上げていく共同体であった。この時トクヨは41歳であった。校舎は東京・下代々木（後の小田急小田原線参宮橋駅付近）に借りた庭園付きの邸宅を利用し、設立前から住み込みで準備していた。トクヨ塾長が自ら授業を行ったほか、トクヨの弟・二階堂真寿が国語と和歌を担当し、軍人や軍医ら軍関係者、野口源三郎・大谷武一ら体育界の重鎮も教鞭を執った。また、トクヨの母・二階堂キンとお手伝いさん2人が家事を行って塾生を支えた。
開校して間もなく、体操教師不足の時勢からトクヨの活動は世間の注目を浴び、9月には塾生に出張教授依頼が舞い込むほどであった。この年の12月4日、東京キリスト教青年会会館で第6回極東選手権競技大会を前にした女子体育の講演会が開かれ、野口源三郎・大谷武一・沢田一郎・内藤起行に続いてトクヨも演壇に立った。この時のビラでトクヨの肩書が「前東京女高師教授」になっていたことにトクヨは激昂し、「余は死せるか!」と冒頭の5分間熱弁を振るった。トクヨは臨時教員養成所が3年かけて教える内容をわずか1年で塾生に叩き込み、49人の1期生を世に送り出した。この1期生には、後に参議院議員となる山下春江がいた。
1923年（大正12年）9月1日に関東大震災が発生し、塾舎が半倒壊し使用困難になる被害を受けたが、トクヨと塾生80人は全員無事であった。塾再建のため、塾生が体操やダンスをしている写真を売り歩き資金調達を図った。トクヨは荏原郡松沢村松原（現・世田谷区松原二丁目、日本女子体育大学附属二階堂高等学校の位置）に移転を決め、1924年（大正13年）1月25日にバラックの塾舎へ移転した。
3期生には1928年アムステルダムオリンピックに日本女子選手として初出場し、陸上800m走で同じく日本女子史上初となる銀メダルを獲得した人見絹枝が入学した。塾創設時のトクヨはアスリートを育成する気は毛頭なかったが、絹枝と出会って女子体育の発展にアスリート養成が不可欠との認識に至った。1925年（大正14年）4月、東京女子大学に復帰し体操科の担任を務め、東京女子医学専門学校（現・東京女子医科大学）でも週1回教え始めた。両校での勤務についてトクヨ本人は「御主に仕ヘて忠義をして見たい」と語っているが、二階堂体操塾の専門学校昇格のための学習・準備を兼ねていた可能性がある。

### 専門学校昇格と晩年（1926-1941）
1926年（大正15年）3月24日、日本女子体育専門学校（体専）に昇格・改称した。私立の女子専門学校としては日本で20校目であり、初の女子体育専門学校であった。この頃のトクヨは忙しさのあまり居留守を使ったり、黒髪を切り丸坊主になったりしたエピソードが関係者の間で知られている。震災の被害や学校移転で資金繰りに窮し、学生からも借金をする羽目になった。文部省が審査のために来校した時には、慶応義塾大学や東京女子体操音楽学校（現・東京女子体育短期大学/東京女子体育大学）から図書や備品を借りて審査をやり過ごした。

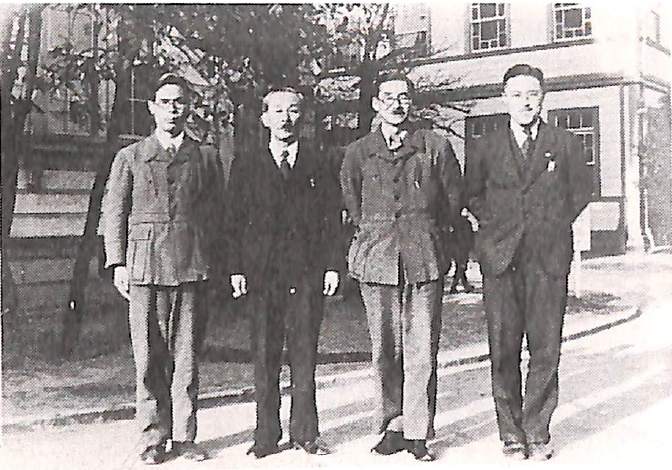
右から順に今村嘉雄、野口源三郎、二宮文右衛門、浅川正一。この写真は1941年（昭和16年）の東京高等師範学校（現・筑波大学）の体育科教師陣であるが、浅川以外は二階堂体操塾・体専でも教師を務めた。

体専時代のトクヨの学校経営は、思いの強さから「専制的」と見られ、トクヨと相いれず学校を去った教師も少なくなかった。11年ほど体専で講師を務めた今村嘉雄は、晩年のトクヨを「よい軍国婆さん」と表現した。社会が戦争へと向かっていったことと戦前の体育が軍と深い関係があったこともあり、トクヨは青年将校を愛し、将校の側もそれを分かっていて軍事演習の帰りに兵隊を連れてたびたび来校した。その際には授業を中断して湯茶で接待したり、軍人に見せるために学生にダンスさせたりしていたという。トクヨの日々の発言や雑誌『ちから』の記事も国家主義・国粋主義的な色味を帯びていき、「日本のほこり」のために女子スポーツ選手を輩出しようと考えるようになっていった。
こうした中でトクヨは学校経営の実務を名誉校長の二宮文右衛門に任せ、校内に引きこもり、病気がちとなった。弟の真寿に「自分なんぞは今に誰からも相手にされなくなって、電信柱の蔭にひとりでうずくまっているかもしれない」という苦しい胸の内を明かした。1933年（昭和8年）にトクヨとの面会を許された記者によると、当時のトクヨは火鉢で餅を焼きながら来客を応対し、3坪ほどの部屋を書斎兼校長室としていた。室内は洋風で奥には「正義無敵」の額があり、トクヨはロイド眼鏡をかけ、和装していた。語尾の「〜よ」を強調する話し方をし、楽しみは入浴・睡眠・月1回の歌舞伎鑑賞であった。
1937年（昭和12年）、佐々木等や戸倉ハルらの尽力で東京女高師に体育科が設立された。トクヨはこれを喜び、両手いっぱいに花束を抱えて下村寿一校長を訪問し、「限りなき喜びです」と挨拶した。その後は桜蔭会（東京女高師同窓会）員とお茶をしながらの座談会を行い、「これから（体専と東京女高師で）競争しましょう」と発言し、大笑いした。久々の母校訪問とあって夕方まで校内に滞在し、校内を一巡して満足げに帰宅した。
1941年（昭和16年）4月7日、体専の入学式の朝に倒れ、東京海軍共済組合病院（現・東京共済病院）に入院、後に本人の希望で慶應義塾大学病院に転院した。病名は胃ガンで、ほかに糖尿病や白内障などの持病があった。4月14日にはトクヨの妹・とみの娘である美喜子を養女にとった。入院中、体専の生徒や卒業生は看病や見舞い、輸血を申し出たが、一切断っている。同年7月17日午前1時40分に死去、60歳であった。当日は稀に見るような暑さであったという。生涯独身であった。
「ゆかり」と題した手帳には、次の言葉が互いに何の脈絡もなく並んでおり、死の間際のトクヨの心境を映し出している。（ / は改行）
| 「 | 馬鹿を見るな / 愚痴をこぼすな / 時は解決 / 勝て!! / 償へ / 大摂理に安んぜよ / 自適楽天 / 大御手の身がはり / 時は勝利 / 大慈悲の手 / 報償、深慮、自適、浄土 / 外に無し ただ羽根布団わが一生 | 」 |

教育学者の上沼八郎はこれを「女子体育という特殊な未開の領域に生涯を捧げた明治の女性の面目を語っているように思う」と評した。

### 死後
7月18日、数名の関係者のみが見守る中、堀ノ内斎場で火葬され、「勝妙院釈桜菊尼」の法名を授けられた。トクヨの死は7月27日に朝日新聞が夕刊で報じたのが最初で、翌7月28日の朝刊で他紙も報じ、これを見た人々が弔問に訪れた。夏休み期間中であったため、学校葬が行われたのは9月20日になってからであった。
死後、勲六等瑞宝章が贈られた。墓所は築地本願寺和田堀廟所。すぐ近くには作家・樋口一葉の墓がある。トクヨは生前、多磨霊園がなければ和田堀廟所でもよいと美喜子に要望していた。
トクヨは養女の美喜子に遺言書を口述筆記させ、その中で体専の学生募集を停止し、全生徒の卒業・就職を待って閉校するよう要望したが、弟の清寿が2代目校長に就任して学校を引き継いだ。清寿は「体育のタの字も知らない」ような人物であったため、学生は反発したものの、太平洋戦争の激化でボイコット運動をしているような時代ではなくなったことや、長年の学校行政手腕を発揮して同窓会「松徳会」を組織するなどして反発を収束させていった。
1943年（昭和18年）9月1日、ある新聞が「女子体力章検定いよいよ実施」という記事にて「日本女子体育専門学校校長二階堂とくよ女史」の談話を掲載した。すでに2年前に他界しているトクヨが当然語るわけはないので、実際は電話取材を受けた弟の清寿が「冷汗三斗」で答えたものがトクヨ談として掲載された。死してなお、トクヨが女子体育に大きな影響力を持っていたことを物語るエピソードである。

## 人物
生徒や卒業生にものをあげることが好きで、手当たり次第にものをあげ、その時は相手に要・不要を言わせなかった。喜んで受け取れば非常に満足し、断れば叱りつけた。好物はリンゴで、当時の高級品種・デリシャスを生徒1人ずつに配ることもあった。他人の幸福は自分の幸福と考える人であり、口癖のように「○○さん、ご幸福ですか?」と問うていたという。
校長としての忙しい生活の中での束の間の休息には、よく新宿の映画館に出かけた。映画鑑賞が趣味だったわけではなく、誰にも邪魔されずにぐっすり眠るのが目的であった。ハッと起きると周囲の人々が不思議そうな表情を浮かべているので、トクヨは恥ずかしかったという。途中で中村屋に寄り、両手いっぱいにパンを買って帰るのが定番であった。
ある新聞で、トクヨはドイツの俳優・エミール・ヤニングスにたとえられたことがある。トクヨはこれが不服だったようで、体専の生徒に「楠木正成は忠臣、石川五右衛門は泥棒と相場が決まっているが、エミール・ヤニングスは何だ?」と問うたが、生徒は困惑し、黙って下を向いたという。

### 服装と髪型
金沢で初めて洋服を着た人であると言われている。当時のトクヨは颯爽とした印象の人だったが、体専の校長になった頃には服装へのこだわりはなくなり、「ぞろっとした着物」を着ていたと学生が証言している。1923年（大正12年）に体操塾を訪問した宮城県の新聞記者は、トクヨが紺絣に筒袖を着ていたと記している。
かつらは3つくらい持っていた。来客時にはかつらを着用したが、慌ててかぶるため、眉毛の近くまでかかっている時から大きく後退している時まであった。ある日、電車に乗っていると、ほかの客に傘の先でかつらを引っかけて外されてしまい、乗客一同に爆笑されるという経験をした。しかしトクヨは全く動じることはなく、平然としていたという。坊主頭にする前には二百三高地まげにしており、髪型が崩れないように10数本もピンを刺したその姿はまるで甲冑を付けた武士のようであった。

### 美声と怒号
トクヨは美声の持ち主だったといい、よく通る声であった。トクヨの弟・真寿は、「澄んだ美しいはりのあるソプラノで遠くまで凛々しくひびきその深みといい、強みといい、一度聞いたら耳にのこっていていつまでも忘れられないような魅力のある美しいものだった」と賛美している。代々木練兵場の軍人は「トクヨの号令は日本一」と讃えた。歌人として「伊豆能舍馨聲子」という雅号を使ったこともあるように、自身の声に自信を持っていた。
トクヨの声に関する逸話がいくらか残っている。
- 高等科4年の時、『日本外史』を朗々と読み上げる声が高等科2年にいた弟の清寿の教室まで聞こえてきた[197]。
- 福島師範の学生時代には、帰省時に授業で習った唱歌を夕闇の中で大声で歌っていた[192]。
- 石川高女では、浅野川の河原で早朝に号令練習をしていたところ、「全体、止まれ!」の号令に驚いた馬子が立ち止まった[193]。
- 高知師範では桂浜で号令を練習し、いつしか土佐の荒波さえトクヨの号令に従った、という伝説を残した[198]。また、運動会にはトクヨの号令を聞きに大勢の人が集まった[199]。
- 東京女高師教授時代には、体操の授業を見学に来た校長団一行が小声で話していたところ、「出て行って下さい」の一言で黙らせた[200]。生徒の精神統一を欠くから、というのが理由であった[200]。トクヨの一声に一行は面食らったが、理由を聞いて納得して帰って行った[200]。

トクヨの声は、体育指導や日常生活でしばしば雷が落ちたような大声となった。養女の美喜子は、トクヨを知る人で怒られた経験がない人はおそらくあるまいと記し、調査に来た特別高等警察を殴りつけたという「武勇伝」を披露している。特に弁解や不正、失礼なことに関しては厳しく叱りつけ、「お疲れ様でした」や「ありがとうございました」と声をかけられても叱ることがあった。それでも教え子はトクヨの愛情を感じて心服してしまい、トクヨに反発したり反抗心を持ったりすることはなかった。

#### 語録
トクヨは指導の際に独特の表現をよく使った。養女の美喜子はトクヨの言葉を「奇妙な、しかも穿った形容詞」と表現し、人見絹枝は「叱られながら可笑しくなります」と記している。そして叱られた生徒が笑うと「愛嬌を振りまく」とまた叱るのであった。
以下にトクヨが使った主な言葉を示す。（☆は特によく使ったもの）
- うどの大木☆[206]
- 馬の背のコンニャク☆[注 40][208]
- 女はどこまでも女です☆[209]
- 昨日の満足、今日の努力、明日の希望☆[209]
- 国家の隆盛は女の健康からです☆[209]
- 昆布巻きにして![注 41][206]
- コンニャクの化物のようです[注 42][199]
- 金平糖の気の狂ったの![201]
- 女子体育は女子の手で☆[209]
- 雑巾の腐ったの![201]
- それは四畳半でかける号令です[注 43][191]
- 棚から落ちたぼたもち☆[206][209]
- 馬鹿者! （「大馬鹿者!」「大馬鹿!」も）☆[206]
- 不良少女!☆[206]
- みかけたおし☆[206][209]

### イヌ・ネコ好き
イヌやネコが好きで、よくイヌを連れて散歩していたので、「女西郷」というあだ名を付けられた。自身の好物をイヌ・ネコに与えることも好きで、散歩中には餌を持ち歩いていた。トクヨは常にイヌを5 - 6匹、ネコを3 - 4匹飼っていたので、イヌ・ネコ嫌いの教え子は大変困っていたという。
特にシロと名付けたイヌをかわいがっていた。シロはトクヨが東京女高師教授時代の1916年（大正5年）頃に御茶ノ水で拾ったイヌで、東京女高師で苦楽を共にしたという思いから、二階堂体操塾の移転の際にも一緒に連れていった。「幼犬の頃に片足が不自由だった名残で、治ってからも足を引きずって歩く」、「何を聞いても『ワン』と答える」とトクヨはシロを溺愛していたが、よく吠えたので学生からは嫌われ、トクヨの外出中にシロをいじめる学生もいた。ある日、学生がシロをいじめているところを目撃し、その学生に「あなたは退学です」と宣告した。
またある時、大阪の街を歩いていると、痩せた捨てイヌが木の下でうずくまっているのを見つけたので、近くのうどん屋に飛び込み、1杯の天ぷらうどんを買ってそのイヌに与えたという。

### 金欠
トクヨの人生には常に経済苦が付きまとった。女高師の学生時代には既に学資の負債を抱えており、「死ぬに死ねない立場」と心境を綴っている。石川高女時代は生命保険に入っていたが保険料が払えずに中途解約し、トクヨの金欠を見かねた同僚がトクヨに代わって軍事公債を買い受けたり、トクヨに体操を教えたミス・モルガンが宣教師館の1室にトクヨを住まわせたりしている。これに輪をかけて、実家が債主の手に渡ることになり、母・妹・末弟の3人を金沢に引き取った。この3人は、トクヨの高知師範転任に伴い宮城県に帰り、長弟の清寿が面倒を見た。この間、清寿は結婚し、トクヨは羽織や袴を高知の呉服店に仕立てさせて送った。
体専時代には多額の借金を抱え、急場しのぎに持ち物の質入れや学生から借金をすることもしばしばであった。それでも夫に先立たれた妹のとみとその娘に送金し、家計を支えた。学生から借り入れ・返済するときは、必ず皆がそろう食堂で行い、「皆さんご承認を!」と叫んでいた。校舎の雨漏りも直せず、手を付けてはいけない財団法人の基本金すら取り崩さざるを得ないほどの金欠にもかかわらず、トクヨは人にものをあげるのを好み、学生から20円を借りると、20円の利息を付けて返した。教え子はトクヨの金欠をよく知っていたので、初任給を全額トクヨに寄付したり、雑誌『ちから』を200冊も買い取ったり、赴任先の名物を贈ったりして、トクヨや母校を支えようとした。それでもトクヨは贈られてきた名物を在校生にあげてしまったという。
結局、生前に借金を完済することはできず、遺品には多くの「金子借用書」が含まれていた。

### 対人関係
トクヨが出会った順番に記述する。

#### 高村智恵子

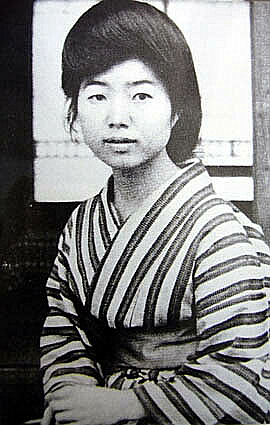
高村智恵子（1914年頃/28歳前後）

高村智恵子とトクヨの出会いは1899年（明治32年）のことで、智恵子の在籍していた油井尋常高等小学校にトクヨが赴任したことがきっかけである。智恵子は妹のミツの担任であったトクヨに親しみを抱き、下宿を訪ねたり、一緒に安達ケ原を散歩したり、トクヨに話を聞かせてもらったりと慕っていた。トクヨの油井小勤務は1年で終わったが、女高師に進学してすぐの9月頃に、（担任をしたミツのクラス宛ではなく）智恵子のいた高等科の女子児童に向けて手紙を送っている。智恵子は自分の写真をトクヨに贈り、学費の援助までしていたという。
トクヨのイギリス留学の時には、智恵子は出会ってから1年くらい経過した高村光太郎を伴って横浜港まで見送りに行き、留学中には「長沼家」名義で紋付を贈っている。見送り時、まだ2人は結婚前である。
その後、智恵子が統合失調症を発して入院した時に、トクヨは見舞いに行った。その時の智恵子の症状はまだ軽かったが、トクヨを見た智恵子は後ろを向いてしまった。トクヨは椅子に座り、2人は黙ったまま同じ姿勢を取り続け、30分ほどたってからトクヨは無言で立ち去った。お互いのわがままさを示すエピソードであるとともに、そうしたわがままを許し合える関係だったことが分かるエピソードである。智恵子はトクヨより先に亡くなったが、トクヨが智恵子の死に何を思ったかは記録に残されていない。

#### 安井てつ

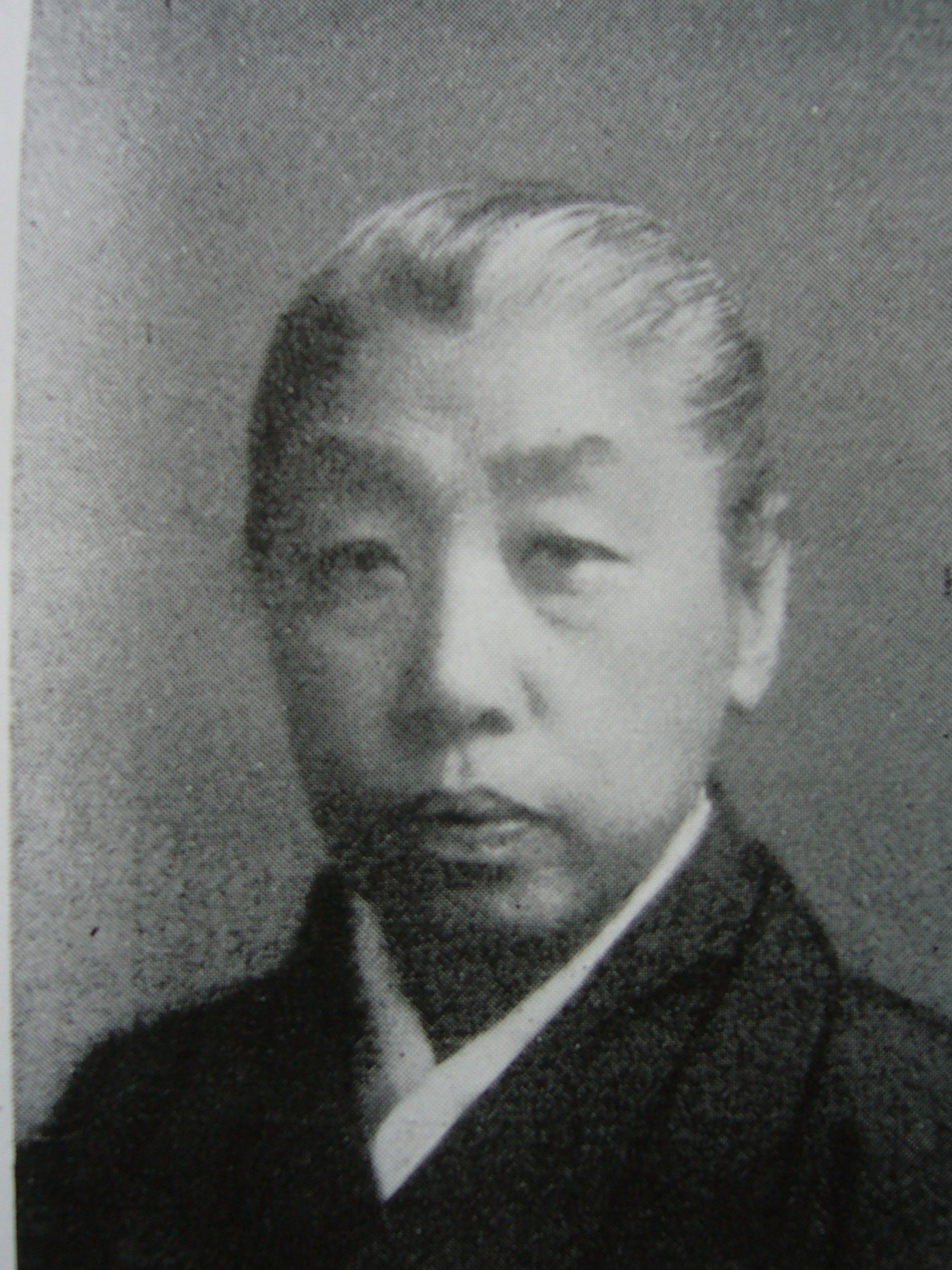
安井てつ（1933年頃/63歳前後）

安井てつとトクヨの出会いは、トクヨが女高師に入学したことがきっかけである。てつはトクヨの恩師であり、トクヨはクリスチャンのてつの下で聖書の学習に没頭し、英語専攻でない者には読解が難しいとされた『ヨブ記』さえ読みこなせるようになった。この経験が、後に金沢で体操教師となった際に教会に通い、ミス・モルガンから体操の指導を受ける契機となった上に、英語学習の成果がイギリス留学に生きることになるのであった。
トクヨが助教授として東京女高師に戻ると、てつは同僚になった。トクヨのイギリス留学が決まると、イギリス留学の経験者であるてつに大いに世話になり、イギリスへ出発するときには、てつが横浜港まで見送りに行っている。留学から戻ると、てつは東京女高師を去っており、東京女子大学に移っていた。てつ自身は体育指導を行っていないが、かねてより女子体育の重要性を十分認識しており、その専門家としてトクヨに東京女子大学で指導するよう懇願した。またトクヨが東京女高師に出勤せず、鎌倉に引きこもってしまった際には、てつのおかげでトクヨは東京女高師に復帰できた。
二階堂体操塾の設立構想期には、資金不足から東京女子大の体操場を借りることも視野に入れていた。（実際には自前の設備を整えることができ、借りずに済んだ。）二階堂体操塾・体専では、てつが理事を務めることでトクヨを支えた。このように、てつは女子体育の理解者として常にトクヨの味方であり続けた。

#### 永井道明

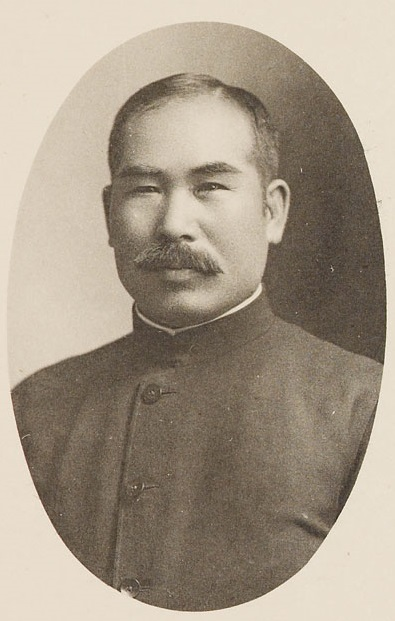
永井道明（1914年/45歳）

永井道明とトクヨの出会いは、トクヨの東京女高師の助教授就任時である。ここで道明はトクヨに目星を付け、部下としてトクヨをかわいがった。トクヨの助教授就任時は、道明自身が欧米留学から日本に戻ってきたばかりの時期と重なり、道明は日本の女子体育の遅れを痛感していたものと見られる。そこで道明は、イギリス滞在中に知ったオスターバーグのKPTCにトクヨを留学させようと、文部省に留学生としてトクヨを推薦した。東京女高師の校長であった中川謙二郎もトクヨを推薦し、留学話が持ち上がってから10か月でトクヨは文部省留学生の辞令を受け取った。当時の心境をトクヨは「夢とまぼろしがごっちゃになった様な」と表現している。
トクヨがイギリスに出発した時には、道明は横浜港まで見送りに行った。KPTCでオスターバーグの教育を受けたトクヨは、オスターバーグの人格に接し、そこに送ってくれた道明に深く感謝し、トクヨの著書『足掛四年』にも道明への感謝の言葉が綴られている。オスターバーグは道明のことを覚えており、「ヤパニースボーイが日本の体育界を支配しているんだから、誠に結構だ」とトクヨに言った。またオスターバーグと道明は、トクヨ留学中に手紙でやり取りしていた。
留学経験を胸に帰国したトクヨを待っていたのは、皮肉にも道明との対立であった。留学先で見つけた理想とする教育を実践しようとし、自説を曲げなかったことがその原因である。道明はトクヨに、自身が骨を折って策定し、スウェーデン体操を軸とした『学校体操教授要目』を普及させてくれることを期待しており、実際トクヨもスウェーデン体操を学び、体操遊戯講習会の講師として日本中にスウェーデン体操を広めることに尽力した。しかし、道明の言うスウェーデン体操はドリル中心の味気ない体操であり、トクヨが学んだオスターバーグ式の生き生きとした体操とは異なっていた。道明の立場からすれば、自身が『学校体操教授要目』を普及させるために地方に出張している間に、トクヨが勝手にイギリス式の体操を教えているように見え、裏切られたという思いであった。最初は小さなすれ違いから始まったが、ダンスに対する考え方や体操服の採用などトクヨと道明はことごとく衝突するようになり、留学前から同僚に妬まれていたトクヨは孤立無援となってしまった。
道明とトクヨの対立の諸点をまとめると次のようになる。
| 事項             | 永井道明                             | 二階堂トクヨ                           |
| ---------------- | ------------------------------------ | -------------------------------------- |
| 立場             | 旧弊                                 | 新進                                   |
| 立場             | 校内の主流派                         | 校内で孤立                             |
| 学校体操教授要目 | 重視                                 | 軽視                                   |
| スウェーデン体操 | リング主義                           | オスターバーグ式                       |
| スウェーデン体操 | 形式的・画一的・ドリル的             | 変化自在・生き生き                     |
| 指導法           | 単式教程（決まった順に行う）         | 複式教程（生徒の興味に応じて繰り返す） |
| 指導方針         | 教師本位（命令と服従）               | 生徒本位                               |
| ダンス           | ほぼ価値を認めない                   | 授業で積極的に採用                     |
| 体操服           | ブルマー                             | チュニック                             |
| 教材             | 合理体操、跳び箱、平行棒、肋木、梯子 | 器械体操、ダンス、スウェーデン体操     |

道明との対立に加え、プライベートでは縁談の破談があり、トクヨは精神的に動揺したが、こうした公私に渡る悩みを振り切ることで、トクヨは「女子体育の使徒」としての自覚を強めていき、東京女高師の職を捨て二階堂体操塾を設立するという決断に踏み切ることになった。1922年（大正11年）、トクヨ41歳のことである。
対する道明は、1920年アントワープオリンピックに合わせて欧米への外遊に出かけ、帰国後は教授から講師に職階を落とし、1923年（大正12年）に東京女高師を退いた。兼務していた東京高等師範学校（東京高師、現・筑波大学）でも道明は派閥争いを抱えていたが、道明は自叙伝に「数多の感想もあるが」と記すのみで、東京高師・女高師での対立について何も書き残しておらず、女高師の思い出話の中にトクヨを登場させていない。
道明とトクヨの両方から指導を受けた戸倉ハルは、両者に対して学生であるという態度を貫き、どちらにも義理を通した。戸倉は道明の学校体操教授要目の普及活動に帯同し、大日本体育同志会の会長である道明を守るように援助したことから「唯一の愛弟子」と見なされ、道明の自叙伝に追悼文を寄せた。一方で、トクヨの2人の弟とともにトクヨの伝記の執筆に参加し、日本女子体育短期大学の教授に就任して日本女子体育大学の開設に尽力した。

#### マダム・オスターバーグ

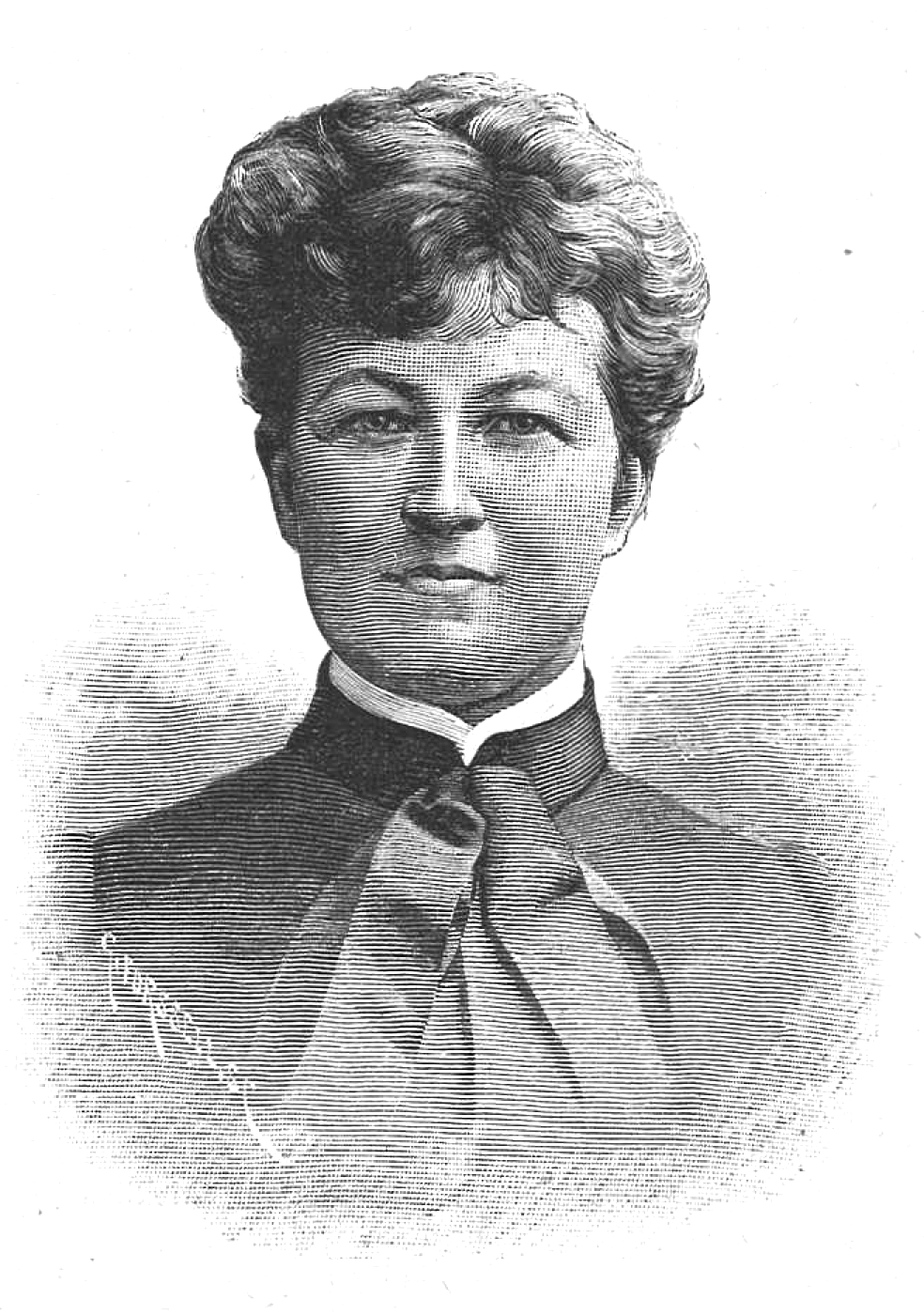
マルチナ・バーグマン＝オスターバーグ（1890年/40歳）

オスターバーグとトクヨの出会いは、1913年（大正13年）1月にトクヨがKPTCに入学した時である。入学前にオスターバーグについてトクヨが知っていたことは、スウェーデン人であるということだけで、名前すら正確に把握していなかった。トクヨが入学した当時のオスターバーグは64歳で、実務はミス・ウィクナーらに任せ、自身が積極的に教壇に立つことはなくなり、引退の準備を始めていたところであった。
オスターバーグはあまり授業をしなかったため、トクヨが直接教わったのは「実地教授法」だけであるが、生徒1人ひとりに長所と短所を指摘して本入学の可否を伝えるところを目撃したり、オスターバーグの人格に接したりしたことで、トクヨの留学以後の人生をオスターバーグの存在なしに語れないほどの大きな影響を与えた。具体例を挙げると、オスターバーグの学校創立経緯を聞いてトクヨは国家的認識を高めた。オスターバーグは自身の学校を建てた理由として、よりよいスウェーデン体操を紹介すること、女子が体操教師に最適であることを証明したかったこと、独立自営的なイギリスの女性に体操教師という職が最適であることを認知させたかったことの3つだったと語った。さらに学校を建てた目的は、ロシア帝国とドイツに挟まれた祖国・スウェーデンでは富国強兵に女性の力が最重要で、有事の際には友好国・イギリスの女性の援助を受けたいと考えたからだと話した。オスターバーグはトクヨの体格を「手足の短い猪首の、まるい体の、丈のひくい」と評し、一見すると体操教師には向かないが、「今日の教授振りによりて、只天才家との賞辞を呈する外に詞はない」と絶賛した。
留学中、トクヨとオスターバーグは共通の知人である永井道明について話しており、オスターバーグはトクヨの帰国後に自身の学校を建てるように促し、協力もすると言った。トクヨに期待を寄せていたオスターバーグは、トクヨが1年半でKPTCを去ると知って「2年在学しないなら入学を許可すべきでなかった、入学した以上は2年いなければならない」と主張し、他の学校も視察せねばならないトクヨを困惑させた。最終的にオスターバーグは、トクヨが学校を去ることを許し、トクヨはイギリス国内の体操学校を訪問して1915年（大正4年）4月に日本へ帰国した。
オスターバーグは、トクヨの帰国からわずか3か月後にこの世を去った。死の直前にKPTCを国家に寄付し、「無一文で立った私は無一文で終わらねばならぬ」とトクヨに語った言葉を現実にした。トクヨは生涯オスターバーグを敬愛し、自作の花柄の刺繍入りの額縁にオスターバーグの写真を入れて居間に飾っていた。トクヨが建てた二階堂体操塾・体専にはKPTCの影響が随所に見られるが、オスターバーグが女性参政権の獲得などを目指すフェミニズムの思想を持ちながら体操教師を育成したのに対して、トクヨの教育観はフェミニズムを直接意図したものではなく、思想的背景なく技術のみ持ち込まれるという日本の典型を体現したものとなった。
オスターバーグとトクヨの大きな考え方の違いをまとめると次のようになる。
| 事項                   | オスターバーグ                                                         | 二階堂トクヨ                                                                     |
| ---------------------- | ---------------------------------------------------------------------- | -------------------------------------------------------------------------------- |
| 女性体操教師養成の意義 | 体操教師となって心身の健康と経済的自活を実現し、女性の権利を獲得する。 | 女性の地位向上のため体操教師の資質を向上する。ただし良妻賢母を体育の目的とする。 |
| 学校以外の体育         | 学校に女性や子供向けの学級を設置し、地域との結び付きを作る。           | 児童から高齢者までが体育をする生涯体育が重要である。                             |

#### 人見絹枝

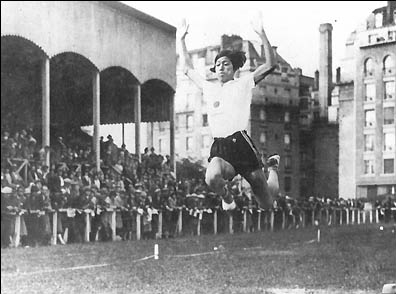
人見絹枝（1926年/19歳）

人見絹枝とトクヨの出会いは、1924年（大正13年）4月に絹枝が二階堂体操塾に入塾した時である。塾創設時のトクヨはアスリートを育成する気はなく、塾生がスポーツエリート意識を持つことを嫌い、特定の種目に特化した生徒に特別な配慮をすることもなかった。テニスの腕を磨きたかった絹枝は、理想と現実の差に思い悩み、退塾したいと思うこともあったが、夏休みに帰省した際に教師となることを家族に期待されていると感じて考え直した。トクヨの方も岡山県から絹枝に陸上競技大会への出場要請が来たことで、トップアスリートの養成が女子体育の発展に必要であると認識を改める契機となった。
トクヨが絹枝を認めてからは、絹枝のために急きょグラウンドを2倍に拡張して競技力向上を支援したが、トクヨは陸上競技を指導できなかったため、絹枝は野口源三郎『オリムピック陸上競技法』や文部省『競走指針』などの手引きを参考に自主練習に励んだ。絹枝の卒業後、トクヨは一旦は京都市立第一高等女学校（現・京都市立堀川高等学校）に送り出すも、8月には呼び戻して研究生とし、トクヨと絹枝の二人三脚で塾の専門学校昇格に向けて準備を進めた。この時のトクヨは絹枝に月給70円を支給していたが、絹枝は頑として受け取らず、年末年始も帰省せずにグラウンド整備に尽くそうとする絹枝を無理にでも帰省させようとしていた。絹枝は毎朝、松原駅（現・明大前駅）から体専に向かう道を掃除し、高身長を生かして体育館の屋根を修理した。昇格が認められた際には、2人で手を取り泣いたという。
トクヨは「何一つ非の打ちどころの無い人物」と絹枝を手放しで絶賛し、体専に留めおきたいという思いが強かった。一方の絹枝は女子陸上競技のパイオニアとして更なる飛躍を目指し、トクヨの反対を振り切って大阪毎日新聞に入社した。絹枝が立て続けに大会に出場していた際には「こうした大会に出場することは大いに考えるべきこと」とトクヨはたしなめた。
こうしてトクヨと絹枝は仲違いしてしまうが、その後和解したようで、1930年（昭和5年）、国際女子競技大会への遠征費として金一封（1,000円）を絹枝に送った。1929年（昭和4年）のトクヨの忠告は図らずも1931年（昭和6年）に現実となり、絹枝は大阪帝国大学付属病院（現・大阪大学医学部附属病院）に入院した。同年5月31日、トクヨは絹枝の見舞いに訪れ、やつれた絹枝を見たトクヨは涙を流した。絹枝も涙しつつ心配させまいと気丈に振る舞い、トクヨの差し入れであるスイカを2片食べた。しかし絹枝は回復せず、8月2日に24歳の若さでこの世を去った。トクヨは「スポーツが絹枝を殺したのではなく、絹枝がスポーツに死んだのです」という言葉を『婦人公論』に寄せた。またプラハに絹枝の碑が建立されることになった際、借金をしてまで寄付を行い、女子スポーツの意見を求められた際には「人見さんが生きてるといいんですがねえ」と感慨深げに語った。

### 恋愛と縁談
女子体育の指導者として同時代に活躍した井口阿くりや藤村トヨと比較しても結婚の機会は豊富にめぐってきた上、この2人よりも結婚願望が強かったにもかかわらず、トクヨは生涯独身であった。しかし、年を重ねてからも結婚願望を抱き続け、弟の真寿は40代・50代になっても結婚への希望を捨てていなかったと語っている。1933年（昭和8年）、52歳にして受けた新聞のインタビューで、トクヨは理想の男性像に「侵略的な男」を挙げ、智・仁・勇を兼備している必要があると答えた。教え子には人の妻となり母となることがいかに幸福であるか、そして女子体育はそれを叶えるものであることを説き、そのような女子体育を実践し続けた。
最初の縁談は、三本木小の恩師の仲介で、仙台出身の東京帝国大学法科大学（現・東京大学法学部）の学生との間で持たれた。先方が東京から帰る時に、トクヨは福島駅で合流し、同じ列車で宮城県に帰ることもあったほどの仲となり、結納まで進んでいた。先方は母子家庭で、トクヨの卒業と同時に結婚して家庭に入り、母の面倒を見ることを要望したが、トクヨは福島師範3年生（18歳）で、女高師への進学を夢見ており、進学と婚約は両立できるものと考え、女高師を受験、合格を果たした。女高師に進学すると、トクヨの思いに反して、先方は破談を申し入れた。トクヨの家族は「法科の学生なのに人権無視だ」と憤り、仲介した恩師も「縁がなかった、意に介することはない」と慰めた。この経験は長らくトクヨに暗い影を落とし、上京時には赤門の前を通ると破談にした男と出くわすのではないかとひやひやし、その男が別の女性と結婚したと風の噂で聞いた時には悶絶した。イギリスから帰国した際に、家族に松島旅行を勧められるも、新婚旅行で松島に行く予定だった苦い思い出からトクヨは拒否し、「人の心も知らないで」とつぶやいた。
高知師範では恋愛を経験している。相手は歩兵第44連隊の青年将校で、トクヨが慰問のため衛戍病院を訪ねたのが出会いのきっかけであった。2人は順調に仲を深め、結婚を意識するまでになったが、連隊長が反対したため破談となった。弟の清寿は姉トクヨから事の次第を手紙で知らされたが、掛ける言葉が見つからなかったという。
東京女高師の助教授時代には、福島師範の同級生の母親がトクヨを心配して仲人を買って出てくれた。仲介された相手は海軍少佐で、トクヨと同じようにわけあって結婚できなかった人物であったことから、トクヨに深く同情し、自分と結婚したらもっと悲惨な目に遭わせてしまうと発言した。この時トクヨは母方の叔父・小梁川文平を同伴していたが、文平は「忙しいのに」とひどく不機嫌で、仲人の家に着くと「おみやげはどうするんだ」と言い、先方の同情発言も理解していなかった、と手紙に記している。そうこうしているうちにトクヨのイギリス行きが決まり、縁談は自然消滅、先方はトクヨの留学中に別の女性と結婚した。
東京女高師教授に就任した時には34歳になっていたが、トクヨはまだ若いつもりで、「老女流教育家を前にして、古くなった軍艦をおばあさんの船にたとえる講演会が学校であって、おかしくて仕方なかった」と家族に話し、弟の真寿は内心「そのうち自分もおばあさん船の仲間になってしまうくせに」と思っていた。そんなある日に縁談が持ち込まれ、相手の男性はある分野で知名度の高い人物であった。トクヨは一旦この縁談を断るも後から気になり出し、真寿に再交渉を依頼した。真寿は仲人だった人物に会いに行って事情を話すと、既に先方は婚約者が決まったと伝えられ、「もっと早く言ってくれたら」と残念がられた。真寿はトクヨに手紙で結果報告をし、トクヨから「二日二晩飯も食わずに泣き明かした。もう迷わないで女子体育という使命に生きる」という旨を記した長々しい返事を受け取った。
最晩年になっても、トクヨは体専の若手男性教師を校長室に呼び、疑似恋愛のようなものを楽しんでいた。佐々木秀一は校長室に気軽に出入りを許された教師の1人で、佐々木を応対するときは、普段の孤独感を漂わせず明朗快活で、かつらは外したままだった。入院中、実弟の見舞いすら激怒して追い返したにもかかわらず、佐々木には面会を許し、「私は、他人のおせわになりたくない。」と話した。通常の訪問者には面会時間30分を要求し、居留守を使うこともあった一方で、心を許した男性記者とは3時間も懇談を楽しんでいた。

### トクヨと軍人
体育の世界に入ったことにより、トクヨの人生は軍人との関係が深くなった。金沢で第9師団に乗馬練習のため単身司令部に乗り込んだのが、記録に残る最初の軍人との関係である。乗馬練習中に、将校が部下に号令をかけたがあまりうまくなく、トクヨが代わりに号令をかけたら兵隊は一糸乱れずに動いたというエピソードもある。金沢や高知では近くの師団・連隊の訓練の様子を眺めて軍隊式の体操を授業で行っていた。
特に体専時代は陸軍戸山学校の教官や青年将校、歩兵第1連隊との関わりが多かった。体専に青年将校が来校した際には、授業を中断させて湯茶での接待や生徒のダンス披露などで歓待したため、現場教師の不満の種となった。トクヨの「わが身を国に捧げる」という思いは、献身的な姿勢で教え子に感動を与える一方で、その時々の政策に簡単に引っ張られてしまうという弱点を持っていた。トクヨの人生の末期はまさに戦争に向かっている時代であり、国家主義・国粋主義的な思想を持った「軍国ばあさん」になっていき、トクヨの死後の体専の学生は、「人生とは何ぞや…と考えるより先ず自分の心の雑草を抜く。」という言葉を残しており、トクヨの教えは思考停止装置になってしまった。
トクヨは高知時代に軍人と恋をし、教え子を軍人と結婚させたこともある。一方で、教え子の見合い相手の軍人に対し、「今に軍隊などなくなる時代が来る」と言ったこともあり、軍人に対する見方は首尾一貫したものではなかった。
人生の後半になるとトクヨは教育体操の中に兵式体操が入り込んでくることに反対した。軍隊で行われる兵式体操の目的は号令による統一行動であり、教育体操の目的は個人としてあるいは団体としての日常的な動作を体得することであることから、目的が違うと考えたためである。特に児童や女子に兵式体操を施すならば大いに手加減しなければ真価を発揮できないと述べた。

### トクヨと女子教育家
トクヨは他の女子教育の専門家とも交友関係があり、幾人かとやり取りした手紙も残っている。具体的には吉岡彌生（東京女子医学専門学校）、大妻コタカ（大妻女子専門学校）、大江スミ（東京家政学院）、十文字こと（十文字学園）、川村文子（川村学園）らが挙げられる。ある人からは「二階堂さんってなかなかのやり手ね、未だ駆け出しなのにもう専門学校にしてしまった。」と塾の創立からわずか4年で専門学校に昇格させたことをやっかまれたこともあった。
ある日、吉岡彌生が体専に来校した。トクヨが応接室でもてなすと吉岡は「まあ立派なスプーンですこと、まあお見事な菓子器ですこと」と、茶器に比べて貧弱な校舎や学校設備に対して暗に皮肉を言った。その場では軽く受け流したものの、吉岡が帰った後、トクヨは人前で「さんざんからかわれちゃった」と言いながら、吉岡のものまねを披露してうっぷんを晴らした。
またある時には、トクヨは川村文子を訪ねて金の工面を依頼した。川村もお金に苦労していたのでその旨を伝えて断るも、トクヨは川村の付けていたダイヤモンドの指輪に気付いて、「私は恩給もつぎ込んで一文無しですが、そのダイヤは高価なものではありませんか」と食い下がった。川村は「これは肌身離さずつけている記念のものでございますが、何ならこれを金にかえて御用立ていたしましょうか」と応じ、さすがのトクヨも、そこまでは求めていないと恐縮して帰った。このエピソードは、トクヨの死後に川村がトクヨの末弟・真寿に語ったものである。

## 理論と業績
トクヨの体育に対する考え方は、イギリス留学の前後で180度転換した。

### 留学以前の「厳しい体育」
留学前のトクヨは井口から学んだスウェーデン体操と勤務校の近くにあった師団・連隊で見た兵式体操を授業で行っていた。トクヨは自身が教えている体操がスウェーデン体操だと思い込んでいたが、実際にはスウェーデン体操のうちの教育体操に相当する領域のみであり、しかも大部分はスウェーデン体操ではなく軍隊式訓練をまねたものであった。また井口から習ったのはスウェーデン体操の型だけであり、その背後にある理論は学んでいなかった。井口の実践するスウェーデン体操が厳しかったこともあり、トクヨも体操とは厳しいものという認識を持っており、授業で教え子が泣くのは当たり前だと考えていた。
油井小訓導時代に行った授業は、自分が嫌っていた「怒鳴られて馬鹿馬鹿しい」体操そのものであった。北国の2月のある寒い日に、川から吹き付ける身を切るような風の中、屋根だけのある雨天体操場で、トクヨは児童をきれいに整列させた。少しでも列を乱そうものなら厳しく叱りつけ、続けて徒手体操をさせた。防寒が不十分な児童が多く、みな震えており、泣き出す者も現れた。トクヨは「そんな弱虫ではいけません」と叱り、泣けば泣くほど児童に厳しく指導した。

### 留学以後の体育観
留学以降のトクヨの体育観は「知育・徳育の基礎」、「保護愛育的体育」の2点に特徴づけられる。
留学前はスウェーデン体操を称賛し、ドイツ体操を「さっぱり駄目」と評していたが、ロンドンで見たつり輪・平行棒・鉄棒・木馬の演武に魅了され、さらにそれがドイツ体操であることを知って驚愕し、ドイツ体操を専門に学びたいと日本へ書き送るほどに認識を改めた。その後、ドイツ体操はドイツ国民のための上体を鍛える体操、スウェーデン体操は全地球民のための全身の調和的発達を図る体操であるという理解に至ったが、ドイツ体操への敬意を忘れず、帰国後の体育理論はスウェーデン体操とドイツ体操の折衷を図っている。

#### 知育・徳育の基礎
トクヨは体育の目的を身体の健康の維持・増進とし、知育・徳育の基礎であると考えた。当時の日本は「優良国民養成」の観点から知育・徳育ともに失敗しており、体育はより悲惨な状況であるとトクヨは認識し、まず第一に体育を充実させることで自然と徳育が高まり、知育も発展すると主張した。これは先進国の事例をいくらでも挙げて立証できるとトクヨは述べた。
言い換えれば「体育を通した全人教育」であり、女子体育に限定すれば「女性らしい健康な心と体づくり」である。体育を全人教育と捉えたのは、トクヨと対立した永井道明も同じである。

#### 保護愛育的体育
保護愛育的体育とは、個人の体質・年齢・境遇に応じて、食物・衣服・睡眠・医薬を調整し、自然の欲求を満たし、衛生的にいたわることを重視した体育である。基礎的・一般的な体育は保護愛育的体育を旨とし、一般人や子供には保護愛育的体育を施すことが重要であるとトクヨは強調した。こうした思想に至ったのは、当時の日本では幼児や青年の早死に、婦人や一般人の病弱が社会問題化していたという背景がある。国も体育研究所を設立するに至ったが、強い軍隊を作ることが主目的であり、一般国民の健康と体位向上が必要だとトクヨは考えたのであった。
保護愛育的体育は生徒本位で行うべき体育であり、当時の日本の体育は教師本位・運動場本位・器械本位であると批判した。教師本位の例として、体操教師の不足を理由に複数学級を統合して多人数で授業を行うこと、運動場本位の例として、グラウンドの砂や石、寒暑を考慮せずに授業を行うこと、器械本位の例として、器械が不足するからと言って行うべき体操を省略し、数人だけ器械体操を行わせ他の生徒は見学しているだけにすることをトクヨは挙げた。生徒本位の授業を行うには、体操教師が絶えず練習して立派な体操を見せることと、生徒の中から示範役を選んで自らの力で身に付ける努力をさせると同時に、教師の型にはめないことが大事であると主張した。教師が厳しい号令をかけ続けていると感覚がマヒし、命令がないと動けない生徒になってしまうので注意すべきと説いた。指導する順序に関しては、『学校体操教授要目』に記載された体操を固定した順序で実施する単式教程が一般的だったが、トクヨは生徒が関心を示し集中して取り組めるよう、同じ種類の体操を複数の異なった方法で繰り返し行う複式教程を採用し、強弱・難易・緩急のバランスを考えることが「正しい教程」だとした。1回の授業で体操だけしか行わない授業も一般的で、それだけでは時間が余るため1つの体操を行うたびに「休め」をはさんで場をつないでいた。トクヨはこれを「ほかの教科で2、3分毎にヤスメをしますか?」と批判し、競技・遊戯を取り入れるべきだと述べた。
また学校体育とは勉学で弱らせた血液循環や呼吸機能を正常に戻し、姿勢を矯正するものであると述べた。姿勢の矯正は、留学前から胸を張る動作を中心に実践していたが、これはスウェーデン体操のうちの教育体操の領域に相当するものであり、医療体操の視点は欠如していた。そこでトクヨは「正しくない姿勢」が教育体操によって矯正のできるものと、医療体操で改善すべきもののどちらか見極める必要性を説いた。
年齢と行うべき体操の対応について、トクヨは下表のように主張している。下表の「鍛錬」とは、保護愛育的体育に上乗せして行うものであり、細心の注意と合理的な条件を持って行うべきと説いた。
| 年齢         | 行うべき体操                   |
| ------------ | ------------------------------ |
| 幼年・児童   | 保護愛育的体操、鍛錬はごく初歩 |
| 14・15歳頃〜 | 一般的・鍛練的体操             |
| 20歳前後     | 思い切った鍛練                 |
| 24・25歳頃〜 | 思い切った鍛練を徐々に緩める   |
| 成人         | 保護的体操・趣味的体操         |
| 老人         | 自愛的体操                     |

トクヨの保護愛育の対象は、老若男女を問わず、民族や国籍をも超えたものであった。トクヨは二階堂体操塾で、当時日本の統治下にあった地域の出身者を日本人と平等に、というよりもむしろより積極的に愛護した。
保護愛育的体育とは言いながらも、トクヨの指導する体操は依然として厳しいものであった。トクヨの授業を受けた戸倉ハルによると、特に徒手体操が厳しく、「半前半上屈臂」など独特の名前を付けた体操をさせたという。

### 女子体育と女子スポーツ
トクヨが留学から帰国した当時の日本では、井口阿くりら先人の努力もむなしく、女子体育は男子体育よりも下位に置かれ、女子体育の標準点や到達点の設定には程遠く、男子体育を1段から数段下げた教材を女子に与えている状態であった。教育現場では、体力的に男子体育の指導が満足にできなくなってきた老教師が女子体育で威張り、トクヨは「この立ちぐされ連」と手厳しい批判を行った。「女子体育は女子の手で」というトクヨの口癖は、男性教師は女子の身体特性をよく理解せず、過度に配慮した体育を課す現状が女子のためになっていないという考えを表したもので、女性体操教師共通の思いであった。トクヨは著書『足掛四年』に「何時の世でも女らしい体操家が女子の世界には勝利を占めねばなりませぬ」という言葉を綴っている。また1925年（大正14年）に全国女学校長会議で「走高跳、スキー、バスケットボール、インドアベースボールなどは女子には過激なので深く考えて行わねばならぬ」と決議したことに対して、トクヨは自身の経験上、心配には及ぶまいとして、ある程度までは男子と同じでよいと意見した。
トクヨにとって女子体育の目的とは良妻賢母であり、健全な女性でなければ健全な子供を産めないので、女子体育は国力の源であると考えていた。また女子の身体の構造と機能は、男子より複雑であるから、男子体育よりも女子体育の方が重要であると主張した。したがって男子と同じ体育を女子にさせても成功はないと述べ、女子に適した教材としてダンスを採用した。逆に女子に適さない教材として激しい運動を挙げ、具体的にはマラソンを例示した。マラソンは女子には激しすぎる上、優美ではないからだとした。
他方で、当時の日本には新しいスポーツが次々と流入し、国際大会に出場する選手も増加傾向にあった。トクヨ自身、イギリスからクリケットとホッケーを日本に持ち帰った。トクヨの持ち帰ったクリケットとホッケーは、スウェーデン体操と並行してKPTCで行っていた競技であり、クリケットはKPTCで最も難しい競技、ホッケーは最も人気の競技であった。
しかしながら、当時日本でスポーツができるのはほんの一握りの人々であり、彼らとてスポーツを楽しむという領域にはなく、旧来からの武術的視点や国家意識高揚の視点にとらわれがちであった。このためトクヨは国民体育をある程度まで向上させることが先決で、選手の育成は二の次だと考えていた。その反面、国際大会で日本の女子選手を勝たせたいという思いがあり、「日本選手婦人後援会」なる組織を立ち上げて応援した。勝てば女の面目・母の面目が立つからという思いと、国際舞台での日本婦人の体面を保ちたいという思いからである。この矛盾はトクヨ自身、よく自覚しているものであった。そして、人見絹枝との出会いを通して、トクヨはアスリート養成に舵を切っていくのであった。

### ダンスの採用
ダンスは、スウェーデン体操のうちの優美体操の領域に相当し、女子に適する運動として積極的に採用した。ダンスが曲線的運動で女子に曲線美を与えることと、ダンスが民族の女性的精神の発露であると考えたからである。ダンスそのものは、トクヨのイギリス留学前より日本の体操科の授業で取り入れられており、井口阿くりによってファーストダンスやポルカセリーズなどが持ち込まれていた。トクヨ自身、留学前の石川高女教師時代から、カドリールやレディポルカなどのハイカラなダンスを授業や運動会で実施していた。明治時代の井口やトクヨによるダンスの普及活動は、日本の学校ダンスの先駆的な取り組みであり、体操的な要素を持ったドイツの諸派のダンスを主に採用していた。留学中にはロンドンの舞踏塾に13回通塾して3人の教師から個人レッスンを受け、ホーンパイプ、スコッチリール、アイリッシュジグ、ウェルシュダンスなどの稽古に励んだほか、数校でイギリスの民族舞踊などを学んだ。
トクヨのダンスにおける功績は、ダンスの基本練習として身体練習・表現練習・リズム練習の3要素を初めて実践したことである。ダンスのレパートリーは、トクヨ自身の創作ダンスや、学生が習ってきたものに手直しを加えたものをどんどん追加していき、1924年（大正13年）頃には50種類ほどになっていた。ファーストやカドリールといった西洋式のダンスのみならず、「雨降りお月さん」や「花嫁人形」といった日本の童謡を用いたもの、木曽節や佐渡おけさといった各地の民謡を用いたものまで多様であった。ダンスに使う楽曲は、古典的な曲から当世の流行歌まで幅広く取り入れ、歌っても踊っても良い曲を揃えていた。
教え子の記憶によると、東京女高師教授時代にトクヨが教えたダンスは、時期によって異なっていた。1915年（大正4年）に入学した戸倉ハルは、「三人遊び」と題したトクヨの創作ダンスやメイポールダンス、ブラックナッグ（Black Nag）、ギャザリングピースカッツ、ロブスタージックなどのフォークダンスを習った。一方、1918年（大正7年）に入学した堀井千代鶴は、在学中にウォーキング、ホップ、ポルカ、バランス、ギャロップといった歩法しか習わなかったといい、「三人遊び」は卒業後にトクヨの体操講習会で初めて習ったと証言している。
大正時代の末期頃から、戸倉ハルと土川五郎は、舞踊愛好者との交流会を開いていた。この交流会は昭和初期になると毎週行われるようになり、体育ダンスの荒木直範・渋井二夫、日本体育専門学校（現・日本体育大学）の赤間雅彦・加藤孝吾・沢山駒次郎、女子体育家の藤村トヨ・伊沢ヱイ姉妹、美濃部タカらが出席していた。トクヨもこの交流会に参加し、出席者は女子体育の普及にはダンスが最適との共通理解が生まれた。

### 体操服の改良
留学から帰国したトクヨは、和服が自然な呼吸機能を阻害するので改良しなければならないと考え、「和服式体操服」を考案した。留学先のイギリスで自国の文化を大切にする教育に触れて感銘を受け、ぜひとも体操服を和風にしたいと考えたのであった。
トクヨは1916年（大正5年）10月に貞明皇后が東京女高師に行啓するのに合わせて和服式体操服の「着初め式」を行った。その体操服は、和服から胸枷を取り去り、袖をシャツのようにし、下衣に袴を採用して、帯をひも状にしたものであった。中に肌着を着込むことで寒暑を調整し、足元は靴下を履くか否かは自由とし、足袋でも下駄でも構わないとした。この格好ならば体操科の授業以外にそのまま出席しても何ら問題なく、羽織やコートを上にまとえば外出もできると利点を主張した。着初め式に続き、トクヨは2年生の生徒15人を率いて皇后にダンスを披露し、皇后は「本校の教育一般に進歩の状あり。又特に体育に留意する所あるを見る。」という感想を述べた。せっかく着初め式まで行ったものの、和服式体操服は不採用となり、トクヨは結局、KPTCと同じチュニックを教え子に着せたのであった。
トクヨによる体操服の改良の実践は、非活動的な従来型の衣服が男性への女性の隷属を強いるものであるから、運動を通して衣服を改良し、女性の地位を向上させるという意味合いを持ったものであった。井口阿くりが持ち帰り、永井道明も採用したブルマーも女性の心身の解放を目指した体操服であった。

### 著書
いずれの著書も女高師文科出身の文才を発揮し、読者に話しかけるような文体を取っている。
- 『體操通俗講話』東京寶文館、1917年8月31日、776頁。全国書誌番号:43009663
  - 表紙の著者名は「二階堂豊久」名義（奥付は「二階堂トクヨ」）。書名の「通俗」は一般向けに啓蒙する、という意味合いで付されたが、後に古い学説に囚われた頭の固い専門家は対象外である、という意味を帯びるようになっていった[255]。一般向けのユーモアを交えた体育書かつ珍しい女性執筆者の本であるということで注目された[366]。スウェーデン体操の入門書であり、創始者のペール・ヘンリック・リング（英語版、スウェーデン語版）の体操観、4つの体操領域について詳しく記述している[367]。大空社から1994年に復刻版が発行されている（「女子体育基本文献集」第7巻、NCID BN11177277）。
- 『足掛四年 英國の女學界』東京寶文館、1917年9月26日、392頁。全国書誌番号:43010445
  - 表紙の著者名は「櫻菊女史」[注 57]名義（奥付は「二階堂トクヨ」）。留学の記憶がまだ鮮明に残っている時期に執筆され、読み物風の体裁から、留学経験を生々しく伝えるものである[109]。ゆまに書房から2004年に復刻版が発行されている（「女性のみた近代」Ⅱ-011、NCID BA70070638）。
- 『男女幼學年兒童に科すべき模擬体操の實際』東京敎育研究會、1918年5月22日、151頁。全国書誌番号:43009681
  - 著者名は表紙・奥付ともに「二階堂豊久」名義。留学成果を日本流に翻案したもので[340]、子供のための体操指導例を示した本である[318]。児童の自発性を重視しており、大正自由教育を反映したものとなっている[368]。頭の固い専門家からは全く理解されず、「害あって益なし」と酷評された[340]。

## 顕彰
郷里の三本木にある大崎市三本木総合支所には、トクヨの胸像が設置されており、2019年3月17日には二階堂トクヨ先生を顕彰する会と館山公園を復活させる会が協同してトクヨを顕彰する看板を設置した。また、母校の三本木小学校では、2018年（平成30年）より校内縄跳び大会を「二階堂トクヨ杯」と銘打って開催し、「二階堂トクヨ先生を顕彰する会」の会員も観覧に来ている。2019年（平成31年/令和元年）に吉野作造記念館（宮城県大崎市）は企画展「時代をつくった女性たち―大正女性の豊かな生き方」を開催してトクヨを取り上げ、同企画展終了後は「みやぎの先人・二階堂トクヨ」と改名して写真資料のみの展示に切り替えてトクヨを紹介した。
トクヨが創設した日本女子体育大学では、学部1年生の教養演習でトクヨの生涯について見識を深める授業を行っている。この授業は従来、テキストを読んで問いに答えるという「テストの読解問題」のような形式をとっていたため学生から不評であったが、2012年（平成24年）に外部講師を招いて、学生がシナリオ作りをするという方式で開講したところ、学生がトクヨに人間としての生き生きとしたイメージを持つようになったという。

## 親族
- 父方の祖父：二階堂清三郎
  - 元・会津藩士[17]。二階堂家は須賀川発祥の由緒ある家柄であると清三郎は語っていたが、真偽は謎で二階堂氏との関係も不明である[376]。戊辰戦争の折に伝家の宝刀を抜こうとしたが、引き上げ命令が出たため、使うことはなかった[377]。明治維新以後は桑折村合の沢で開拓農民となり、農閑期に刀剣磨きや「雉子おき」作りの副業をしていた[377]。
- 父方の祖母：二階堂やえ[174]
- 父：二階堂保治（やすじ）[378]
  - 幼少期から書を好み、20歳頃に志田・玉造郡役所書記に就任、松山の戸長を経て三本木に戻り、戸長・村長を務める[378]。しかし途中で挫折し、酒に溺れ、一家離散の原因を作った[379]。1904年（明治37年）、48歳で死去[380]。
- 父方の叔母：佐藤トリノ[174]
  - 保治の妹[174]。仙台に住んでおり、夏休みにトクヨを家に呼んだ[381]。
- 父方の叔父：佐藤文之進[20]
  - トリノの夫で小学校教師[20]。トクヨに『日本外史』を教え、トクヨの勉学の才能を開花させた[20]。
- 母方の祖父：小梁川正之助[380]
  - 元・会津藩士[17]、士族[380]。黒川郡大松沢村（現・大郷町）新田に居を構えた[380]。トクヨの福島師範進学の際にトクヨに付き添って養父となる小笠原に挨拶し、トクヨの留学出発前には「外つくにの 学びの園に あそぶとも ゆめな忘れそ 大和国ふり」という励ましの短歌を記した短冊を贈った[382]。
- 母：二階堂キン[380]
  - 小梁川正之助の長女[380]。18歳で保治と結婚する[379]。気丈で男勝りな性格であり、畑仕事は得意であったが文字は読めず、裁縫もできなかった[380][217]。しかし字面の雰囲気でほぼ正確に内容を読み取り、古川の裁縫塾に通って裁縫を身に付けたという[380][217]。夫亡き後は1人で家を支え、後に二階堂体操塾の運営も手助けした[380]。1943年（昭和18年）、85歳で死去[380]。
- 母方の叔父：小梁川文平
  - キンの弟[380]。東京在住で、トクヨが東京で頼れる唯一の親類であったが、トクヨにとってあまりいい思い出のない人であった[383]。トクヨが助教授時代に受けた見合いに立ち会うも不機嫌に振る舞い、教授時代には息子の結婚式を手伝わせてトクヨに多額の出費をさせている[383]。式の後トクヨはのどを患ってしばらく出勤できず、その間文平に打ち首にされるという悪夢を見ている[384]。
- 養父：小笠原貞信[7]
  - 嘉永6年2月（グレゴリオ暦：1853年3月） - 1903年（明治36年）2月18日[7]。検事・判事・弁護士・衆議院議員[7]。福島民報の社長を務めていた頃にトクヨから手紙を受け取り、形式上、養女として迎え入れた[1]。トクヨの祖父・小梁川正之助から「鍋でも釜でも洗わしてください」とトクヨを預けられたが、「勉強に精進していただきたい」と応じてトクヨの勉学専念環境を整えた[385]。1896年（明治29年）3月から1909年（明治42年）7月30日までトクヨは小笠原姓を名乗った[79]。
- 長弟：二階堂清寿
  - 1882年（明治15年）12月5日 - 1976年（昭和51年）8月14日[386]。小学校教員、公務員[386]。仙台市内で校長など[注 60]を務めた後、仙台市役所学務課長に就任する[386]。弟妹の中でトクヨが最も信頼を置いていた[387]。トクヨの死後、二階堂美喜子（トクヨの養女）に頼られて日本女子体育専門学校の2代目校長に就任する[8]。94歳没[174]。
- 末弟：二階堂真寿
  - 1894年（明治27年）6月5日 - 1977年（昭和52年）11月29日[388]。牧師・教育者[388]。東京帝国大学哲学科卒[389]。トクヨが留学中に家族に送った手紙を無断で新聞社に提供して記事に掲載させてしまい、トクヨを激怒させた経験があり、トクヨからは頼りにならないと思われていた[390]。駒込教会・九段教会で牧師を務めた後、聖学院神学部（現・聖学院大学）・梨花女子専門学校（現・梨花女子大学校）講師や延禧専門学校（現・延世大学校）教授となった[388]。二階堂体操塾創設時から教鞭をとり、1944年（昭和19年）より日本女子体育専門学校教授、1965年（昭和40年）に日本女子体育大学教授、1975年（昭和50年）に学校法人二階堂学園理事長に就任する[388]。83歳没[388]。
- 妹：村田とみ
  - 名前は「登美子」とも書く[221]。トクヨの留学中に、許婚（村田順義）がありながら別の男性と恋仲になり、トクヨを怒らせた[391]。後、村田と結婚して村田姓となる[388]。2人の娘を出産するも、夫に先立たれ、長女も後を追うように死亡した[221]。夫亡き後、主にトクヨの資金援助で生活する[221]。1954年（昭和29年）に67歳で死去[174]。
- 養女：二階堂美喜子
  - 1919年（大正8年）6月25日 - 1949年（昭和24年）9月23日[174]。トクヨの妹・とみの子（次女[221]）、すなわちトクヨの姪であるが、死期を悟ったトクヨに[8]1941年（昭和16年）4月24日付で半強制的に養女にされる[392]。美喜子はトクヨの資金援助で日本女子大学家事科を卒業させてもらい[221]、岩佐高等女学校（現・佼成学園女子中学校・高等学校）を退職して死を目前にしたトクヨの身の回りの世話をし、医師・看護師以外では唯一人、臨終の瞬間を看取った[393]。トクヨから後を託されるも[8]、1949年（昭和24年）に薬物中毒で30歳の若さで急逝する[174]。
- 義理の息子：二階堂直富
  - トクヨの養女・美喜子の夫[394]。トクヨの死後に美喜子と結婚し、2児をもうける[394]。トクヨ亡き後の体専は、美喜子理事長・清寿校長・直富の三頭体制になり、美喜子の死に伴いトクヨの財産を継承する[394]。体専の校舎や敷地はトクヨの個人名義になっていたため、これを継承した直富の発言権が増すこととなった[394]。

## 関連作品
- いだてん〜東京オリムピック噺〜、2019年、NHK、演：寺島しのぶ[9]